# 2014년 코스타리카 대통령 선거
2014년 코스타리카 대선은 2014년 2월 2일과 4월 6일에 실시된 대선이다. 1949년판 코스타리카 헌법에 따라 2월 첫 번째 주 일요일에 실시되어 2월 2일 첫 실시됐다. 이번 대선은 코스타리카 대통령과 부통령, 국회의원을 선출한다. 이번 선거는 2008년 자치법 개정안에 따라 사상 처음으로 시의원을 뽑지 않았으며 코스타리카 국외 거주민이 투표참여한 최초의 선거이다.
시민행동당(Partido Acción Ciudadana)의 루이스 기예르모 솔리스 리베라(Luis Guillermo Solís Rivera) 후보가 30.84%, 민족해방당(Partido Liberación Nacional) 호니 아라야 몽헤 후보가 29.64%, 좌익 광역전선(Frente Amplio) 호세 마리아 비얄타 후보가 17.14%를 얻었다. 후보 가운데 당선자는 40%가 넘어야 최종 당선자가 되기 때문에 4월 6일 최다 득표 2후보 간 투표가 열렸다.
2차 투표에서는 루이스 기예르모 후보가 77.9%의 투표율을 얻어 22.1%를 얻은 호니 아라야 후보를 누르고 당선됐다. 실상 1차 투표 이후 솔리스 후보와 아라야 후보가 대결해야 하지만 아라야 후보는 지지율 차이가 지나치게 크다는 이유로 결선 투표를 포기했으며 투표용지에만 그의 이름이 적혀졌다. 그럼에도 불구하고 아라야 후보는 22%의 득표율을 얻었으며 기권표가 40%에 달하여 비판 또한 거세다. 솔리스가 속한 시민행동당은 창당 13년에 불과하나 외교관이자 학자 출신인 솔리스 후보의 대중적 지지를 통해 당선 기반을 마련했으며 주요 정당과 협력이 불가피한 상황이다.
2번째 투표가 열린 것은 2002년 대선 이후로 처음이며 시민행동당이 가장 높은 투표율을 받은 것도 처음이다. 또한 1940년 코스타리카 대선 이래로 좌파 정당이 승리한 첫 선거이다. 결과가 확실히 발표되면 코스타리카 역사상 처음으로 중도좌파 정부가 들어서게 되나 기예르모 당선자는 파나마 주재 외교관과 폭넓은 행정경험은 있으나 정치 경험이 거의 전무하다.
솔리스 후보는 2014년 5월 8일 공식 취임하였다.